# Скандальний щоденник (фільм)
«Скандальний щоденник» (англ. Notes on a Scandal, дослівно укр. Записки скандалу) — британський драматичний трилер режисера Річарда Айра, що вийшов 2006 року. У головних ролях Джуді Денч, Кейт Бланшетт. Стрічку створено на основі роману «Про що вона думала: записки скандалу» англійської письменниці Зої Геллер.
Сценаристом стрічки був Патрік Марбер, продюсерами — Роберт Фокс і Скотт Рудін. Вперше фільм продемонстрували 26 грудня 2006 року у США. В Україні у кінопрокаті фільм не демонструвався.

## Сюжет
У лондонську державну школу, де вчителькою історії працює Барбара Коветт, приходить молода вчителька Шеба Гарт. Через деякий час Барбара дізнається, що Шеба має роман зі своїм п'ятнадцятирічним учнем.

## У ролях
| Актор         | Персонаж                                | Роль                              |
| ------------- | --------------------------------------- | --------------------------------- |
| Джуді Денч    | Барбара Коветт (англ. Barbara Covett)   | вчителька історії у школі Лондона |
| Кейт Бланшетт | Шеба Гарт (англ. Sheba Hart)            | молода вчителька у школі          |
| Білл Наї      | Річард Гарт (англ. Richard Hart)        | чоловік Шеби                      |
| Ендрю Сімпсон | Стівен Конноллі (англ. Steven Connolly) | 15-річний учень школи             |
| Том Джорджсон | Тед Мовсон (англ. Ted Mawson)           |                                   |
| Майкл Мелоуні | Сенді Пабблем (англ. Sandy Pabblem)     |                                   |
| Джуно Темпл   | Поллі Гарт (англ. Polly Hart)           | донька Шеби                       |

## Сприйняття

### Критика
Фільм отримав позитивні відгуки: Rotten Tomatoes дав оцінку 87% на основі 170 відгуків від критиків (середня оцінка 7,5/10) і 81% від глядачів із середньою оцінкою 3,7/5 (76,562 голоси). Загалом на сайті фільми має позитивний рейтинг, фільму зарахований «стиглий помідор» від кінокритиків і «попкорн» від глядачів, Internet Movie Database — 7,4/10 (52 056 голосів), Metacritic — 73/100 (35 відгуків критиків) і 8,0/10 від глядачів (75 голосів). Загалом на цьому ресурсі від критиків і від глядачів фільм отримав позитивні відгуки.

### Касові збори
Під час показу у США протягом першого (вузького, зі 25 грудня 2006 року) тижня фільм показали у 22 кінотеатрах і він зібрав 414,487 $, що на той час дозволило йому зайняти 26 місце серед усіх прем'єр. Наступного (широкого, зі 26 січня 2006 року) тижня фільм показали у 641 кінотеатрі і він зібрав $2,603,703 (13 місце). Показ протривав 151 день (21,6 тижня) і зібрав у прокаті у США 17,510,118 $, а у світі — 32,242,273 $, тобто 49,752,391 $ загалом при бюджеті 15 млн $.

### Нагороди і номінації[9]
| Рік  | Нагорода                                          | Категорія                                      | Номінант                                            | Результат |
| ---- | ------------------------------------------------- | ---------------------------------------------- | --------------------------------------------------- | --------- |
| 2006 | Асоціація кінокритиків Чикаго                     | Найкраща актриса                               | Джуді Денч                                          | Номінація |
| 2006 | Асоціація кінокритиків Чикаго                     | Найкраща актриса другого плану                 | Кейт Бланшетт                                       | Номінація |
| 2006 | Асоціація кінокритиків Чикаго                     | Найкращий адаптований сценарій                 | Патрік Марбер                                       | Номінація |
| 2006 | Асоціація кінокритиків Чикаго                     | Найкраща оригінальна музика                    | Філіп Ґласс                                         | Номінація |
| 2006 | Товариство кінокритиків Флориди                   | Найкраща актриса другого плану                 | Кейт Бланшетт                                       | Перемога  |
| 2006 | Національна рада кінокритиків США                 | Найкраща десятка фільмів                       | стрічка                                             | Перемога  |
| 2006 | Товариство кінокритиків Фінікса                   | Найкраща жіноча роль другого плану             | Кейт Бланшетт                                       | Перемога  |
| 2006 | Асоціація кінокритиків Торонто                    | Найкраща жіноча роль другого плану             | Кейт Бланшетт                                       | Перемога  |
| 2006 | Асоціація кінокритиків Торонто                    | Найкраща жіноча роль                           | Джуді Денч                                          | Номінація |
| 2007 | 79-а церемонія вручення нагороди «Оскар»          | Найкраща жіноча роль                           | Джуді Денч                                          | Номінація |
| 2007 | 79-а церемонія вручення нагороди «Оскар»          | Найкраща жіноча роль другого плану             | Кейт Бланшетт                                       | Номінація |
| 2007 | 79-а церемонія вручення нагороди «Оскар»          | Найкращий адаптований сценарій                 | Патрік Марбер                                       | Номінація |
| 2007 | 79-а церемонія вручення нагороди «Оскар»          | Найкраща музика                                | Філіп Ґласс                                         | Номінація |
| 2007 | 64-а церемонія вручення нагороди «Золотий глобус» | Найкраща жіноча роль — драма                   | Джуді Денч                                          | Номінація |
| 2007 | 64-а церемонія вручення нагороди «Золотий глобус» | Найкраща жіноча роль другого плану — кінофільм | Кейт Бланшетт                                       | Номінація |
| 2007 | 64-а церемонія вручення нагороди «Золотий глобус» | Найкращий сценарій                             | Патрік Марбер                                       | Номінація |
| 2007 | Премія БАФТА у кіно                               | Британський фільм                              | Скотт Рудін, Роберт Фокс, Річард Айр, Патрік Марбер | Номінація |
| 2007 | Премія БАФТА у кіно                               | Найкращий адаптований сценарій                 | Патрік Марбер                                       | Номінація |
| 2007 | Премія БАФТА у кіно                               | Найкраща жіноча роль                           | Джуді Денч                                          | Номінація |
| 2007 | Нагорода за британський незалежний фільм          | Найкраща актриса                               | Джуді Денч                                          | Перемога  |
| 2007 | Нагорода за британський незалежний фільм          | Найкращий сценарій                             | Патрік Марбер                                       | Перемога  |
| 2007 | Нагорода за британський незалежний фільм          | Найкращий британський незалежний фільм         | стрічка                                             | Номінація |
| 2007 | Нагорода за британський незалежний фільм          | Найкраща чоловіча/жіноча роль другого плану    | Кейт Бланшетт                                       | Номінація |